# SCM Râmnicu Vâlcea
El SCM Râmnicu Vâlcea és un club d'handbol femení de la localitat romanesa de Râmnicu Vâlcea. Actualment, juga a la màxima categoria de l'handbol romanès.